# Renta Rolnicza Szkoleniowa
Renta Rolnicza Szkoleniowa jest to świadczenie przeznaczone dla osób ubezpieczonych w KRUS i spełniających warunki niezbędne do uzyskania renty rolniczej z tytułu trwałej niezdolności do pracy w gospodarstwie rolnym. Koszty przekwalifikowania zawodowego pokrywane są przez Państwowy Fundusz Rehabilitacji Osób Niepełnosprawnych. Osoba zakwalifikowana do grupy osób otrzymujących powyższe świadczenie kierowana jest do Powiatowego Urzędu Pracy w celu przekwalifikowania zawodowego. Rentę można pobierać przez 6 miesięcy lub dłużej (maksymalnie do 36 miesięcy), jeśli czas potrzebny do przekwalifikowania się wydłuży. Jeśli ustanie prawo do pobierania renty szkoleniowej wypłacana jest renta rolnicza z tytułu niezdolności do pracy.